# Verbena livermorensis
Verbena livermorensis — вид трав'янистих рослин родини Вербенові (Verbenaceae), поширений на півдні США й півночі Мексики.

## Опис
Багаторічна рослина зі стрижневим коренем. Стебла 1–3 від основи, часто дуже розгалужені проксимально, від прямостійних до прямовисно-висхідних, 35–65 см, рідко щетинисто-волосисті. Листки рівномірно розподілені вздовж стебел, прикореневі й нижні стеблові листки опадають із цвітінням, від вузьколанцетних до довгасто-ланцетних у контурі, листки середини стебла 1.5–5 см × 3–8(12) мм; зубчасті, рідко трохи 3-лопатеві, жилки зверху видимі, верхня поверхня блискуча, волосаті на обох поверхнях. Колоси 1 або 3 (5) від медіальних гілок, від щільних до витягнутих і нещільних, 5–22 см, квіткові приквітки яйцювато-ланцетні, трохи коротші за чашечки. Чашечки 3.5–4 мм, волосаті, чашолистки трикутні. Віночки від фіолетових до синіх, трубки 4–4.5 мм, на 1.5–2 мм довші за чашечки. Горішки 1.6–2.2 мм, легко відокремлюються.

## Поширення
Поширений на півдні США й півночі Мексики.
Населяє береги заток, скелясті схили, сосново-дубові гаї; 1800–2600 м н.р.м. у США (Нью-Мексико, Техас) й Мексиці (Коауїла).